# Maratona aquática no Campeonato Mundial de Esportes Aquáticos de 2019
Os eventos da maratona aquática no Campeonato Mundial de Esportes Aquáticos de 2019 ocorreram entre 13 e 19 de julho de 2019, em Gwangju, Coreia do Sul.

## Calendário
| Julho de 2019     | 12 sex | 13 sáb | 14 dom | 15 seg | 16 ter | 17 qua | 18 qui | 19 sex | 20 sáb | 21 dom | 22 seg | 23 ter | 24 qua | 25 qui | 26 sex | 27 sáb | 28 dom | Final por esportes |
| ----------------- | ------ | ------ | ------ | ------ | ------ | ------ | ------ | ------ | ------ | ------ | ------ | ------ | ------ | ------ | ------ | ------ | ------ | ------------------ |
| Maratona aquática |        | 1      | 1      |        | 1      | 1      | 1      | 2      |        |        |        |        |        |        |        |        |        | 7                  |

## Eventos
Foram disputadas sete provas durante o evento. 
Hora local (UTC+9)
| Dia         | Hora  | Prova           |
| ----------- | ----- | --------------- |
| 13 de julho | 08:00 | 5 km masculino  |
| 14 de julho | 08:00 | 10 km feminino  |
| 16 de julho | 08:00 | 10 km masculino |
| 17 de julho | 08:00 | 5 km feminino   |
| 18 de julho | 08:00 | 5 km por equipe |
| 19 de julho | 08:00 | 25 km masculino |
| 19 de julho | 08:05 | 25 km feminino  |

## Medalhistas
Masculino
| Evento         | Ouro                  | Ouro      | Prata                    | Prata     | Bronze                 | Bronze    |
| 5 km detalhes  | HUN Kristóf Rasovszky | 53:22.2   | FRA Logan Fontaine       | 53:32.2   | CAN Eric Hedlin        | 53:32.4   |
| 10 km detalhes | GER Florian Wellbrock | 1:47:55.9 | FRA Marc-Antoine Olivier | 1:47:56.1 | GER Rob Muffels        | 1:47:57.4 |
| 25 km detalhes | FRA Axel Reymond      | 4:51:06.2 | RUS Kirill Belyaev       | 4:51:06.5 | ITA Alessio Occhipinti | 4:51:09.5 |

Feminino
| Evento         | Ouro                  | Ouro      | Prata              | Prata     | Bronze                           | Bronze    |
| 5 km detalhes  | BRA Ana Marcela Cunha | 57:56.0   | FRA Aurélie Muller | 57:57.0   | USA Hannah Moore GER Leonie Beck | 57:58.0   |
| 10 km detalhes | CHN Xin Xin           | 1:54:47.2 | USA Haley Anderson | 1:54:48.1 | ITA Rachele Bruni                | 1:54:49.9 |
| 25 km detalhes | BRA Ana Marcela Cunha | 5:08:03.0 | NED Finnia Wunram  | 5:08:11.6 | ITA Lara Grangeon                | 5:08:21.2 |

Equipe mista (Masculino e Feminino)
| Evento        | Ouro                                                                | Ouro    | Prata                                                                                         | Prata   | Bronze                                                                                       | Bronze  |
| 5 km detalhes | Alemanha GER · Lea Boy · Sarah Köhler · Sören Meißner · Rob Muffels | 53:58.7 | Itália ITA · Rachele Bruni · Giulia Gabbrielleschi · Domenico Acerenza · Gregorio Paltrinieri | 53:58.9 | Estados Unidos USA · Haley Anderson · Jordan Wilimovsky · Ashley Twichell · Michael Brinegar | 53:59.0 |

## Quadro de medalhas
| Ordem | País           | Medalha de ouro | Medalha de prata | Medalha de bronze | Total |
| ----- | -------------- | --------------- | ---------------- | ----------------- | ----- |
| 1     | Alemanha       | 2               | 1                | 1                 | 5     |
| 2     | Brasil         | 2               | 0                | 0                 | 2     |
| 3     | França         | 1               | 3                | 1                 | 4     |
| 4     | China          | 1               | 0                | 0                 | 1     |
| 4     | Hungria        | 1               | 0                | 0                 | 1     |
| 5     | Itália         | 0               | 1                | 2                 | 3     |
| 5     | Estados Unidos | 0               | 1                | 2                 | 3     |
| 8     | Rússia         | 0               | 1                | 0                 | 1     |
| 9     | Canadá         | 0               | 0                | 1                 | 1     |
| Total | Total          | 7               | 7                | 8                 | 22    |